# Baronia de Jorba
La Baronia de Jorba fou una jurisdicció senyorial centrada en el castell termenat de Jorba.

El primer senyor de la baronia de Jorba fou Guerau de Jorba (1146-80), conseller de Ramon Berenguer IV i d'Alfons I (el llinatge dels Jorba apareix al cartulari de Poblet des del 1143). Gueraula de Jorba, neta de Guerau, es casà amb el vescomte de Cardona Guillem (mort el 1225) i la baronia s'incorporà a la casa de Cardona fins a l'època del primer comte Hug.
El 1359 era baró de Jorba Ramon de Castellolí i restà en aquesta família fins al 1444, que fou comprada per Manuel de Rajadell, castlà d'Òdena (des d'aleshores l'escut de Jorba portà les seves armes); els Rajadell lluitaren al costat de la Generalitat en la guerra contra Joan II.
El 1606, pel casament de Jerònima de Rajadell amb Miquel de Ponts, la baronia passà a aquest llinatge; també per casament passà aviat als Salvà, marquesos de Vilanant (segle xvii), als Pont-López de Mendoza, comtes de Robres, i, ja dins el segle xviii, als Abarca de Bolea, comtes d'Aranda, i al final de segle als Híxar, comtes de Guimerà, fins a la fi de l'Antic Règim.